# Université d'État de Worcester
L'université d'État de Worcester (en anglais : Worcester State University ou WSU) est une université américaine située à Worcester dans le Massachusetts.